# ۳۶۹ (پیش از میلاد)
۳۶۹ (پیش از میلاد) ۳۶۹مین سال قبل از تقویم میلادی است.